# Nina Åström
Nina Åström es una cantante finlandesa de góspel, que representó a Finlandia en el Festival de la Canción de Eurovisión 2000 con la canción "A Little Bit", donde terminó en la 19.ª posición con 18 puntos. Ella comenzó su carrera artística en los años 1980s, y publicó su primer álbum de estudio en 1991.

## Vida personal
Åström actualmente vive en Tenerife , España y está casada. Además, ella tiene dos hijas.

## Discografía

### Álbumes de estudio
- Person 2 Person (1991)
- A Matter of Time (1994)
- Moods (1995)
- A Friend (1999)
- A Little Bit of Love (2000)
- Vierelle jäät (2000)
- Merry Christmas Jesus (2001)
- Real Life (2003)
- Landscape of my Soul (2007)
- Avoin taivas (2012)
- Minun aarteeni (2014)
- Joulun Kuningas (2014)
- Takaisin kotiin (2016)
- Rauhaa ja rohkeutta (2018)

### Sencillos
- "The Way We Are" (2010)